# La Remaudière
La Remaudière település Franciaországban, Loire-Atlantique megyében. Lakosainak száma 1288 fő (2022. január 1.). La Remaudière La Boissière-du-Doré, Le Landreau, Le Loroux-Bottereau, La Regrippière, Vallet, Montrevault-sur-Èvre és Orée d’Anjou községekkel határos.

## Népesség
A település népességének változása:
| Lakosok száma | 747  | 730  | 795  | 1047 | 1241 | 1276 | 1285 | 1290 | 1286 | 1288 |
|               | 1968 | 1982 | 1990 | 2006 | 2013 | 2015 | 2017 | 2019 | 2020 | 2022 |